# Miseria e nobiltà (film 1954)
Miseria e nobiltà è un film del 1954 diretto da Mario Mattoli, tratto dall'omonima opera teatrale (1888) di Eduardo Scarpetta.

## Trama
Napoli, 1888. Felice Sciosciammocca è uno squattrinato con un passato da 'sciupafemmine', separato dalla moglie Bettina, che vive alla giornata lavorando come scrivano sotto i portici del Teatro San Carlo. Condivide l'abitazione con il figlio Peppeniello, la compagna Luisella, l'amico Pasquale, di professione fotografo ambulante, la moglie di quest'ultimo Concetta e la loro figlia Pupella. La vita grama delle due famiglie è scandita dalla cronica mancanza di cibo e soldi, che le espone alle pressanti richieste del padrone di casa, don Gioacchino, in credito di cinque pigioni mensili arretrate, e le costringe a dover dare in pegno indumenti e oggetti di vario genere per ottenere denaro in prestito. E anche laddove si presenti l'occasione di guadagnare dal proprio onesto lavoro, i due capifamiglia se la lasciano sfuggire, talvolta perché poco fortunati o a causa della sprovvedutezza di Felice. 
La grande chance della vita sembra arrivare quando alla loro porta bussa il marchesino Eugenio Favetti, amico di vecchia data di Pasquale. Il giovane è fidanzato con la bella ballerina Gemma, ma la sua famiglia si oppone all'unione, poiché la ragazza non è una nobile. Al contrario, il padre della ragazza, Gaetano Semmolone, un ex cuoco divenuto molto ricco avendo ereditato i beni del suo padrone, è felice di consentire al fidanzamento poiché imparentarsi con dei nobili sarebbe il suo sogno, ma pretende di conoscere i parenti del giovane. Il marchesino dunque, in cambio di un cospicuo compenso, chiede a Pasquale di impersonare suo padre, il marchese Ottavio, a Felice suo zio, il principe di Casador, a Concetta la zia, contessa Del Pero, e a Pupella sua cugina, la contessina Del Pero. Esclusa, Luisella chiede di potersi calare nei panni della principessa di Casador, ma Eugenio la frena in quanto sua zia è gravemente malata da oltre un anno senza più uscire di casa. Poco dopo le due famiglie ricevono due sorprese inattese: un pranzo completo portato a domicilio e la visita di don Gioacchino il quale annuncia l'estinzione di tutte le loro morosità. Artefice di tutto ciò è Luigino, altro figlio di Gaetano Semmolone e innamorato di Pupella, per amore della quale si è accollato gli affitti arretrati e ha offerto il lauto pasto.
A Casa Semmolone, però, la situazione rischia di risultare difficile fin da subito. Peppeniello, cacciato di casa dopo l'ennesimo rimprovero di Luisella, è stato mandato da un amico di famiglia a uno dei camerieri di Gaetano, tale Vincenzo, il quale convince il padrone a farlo assumere spacciandolo per suo figlio. Sua madre Bettina, della cui esistenza è ignaro, vive in quella casa quale dama di compagnia di Gemma che, estremamente fedele a Eugenio, respinge le avances proprio da parte del padre del fidanzato. Ingannato dalla messinscena architettata dal marchesino, Gaetano, favorevolmente impressionato dai "nobili" malgrado il loro savoir-faire non sempre impeccabile, acconsente al matrimonio tra i due giovani e persino a ospitare per due anni i suoi nuovi parenti. Poco dopo, però, Felice ritrova Bettina, informata da Gemma del piano di Eugenio, e in seguito lo stesso Peppeniello, con conseguente primo incontro tra madre e figlio. Nella stessa occasione tuttavia spunta anche Vincenzo, il quale davanti a Felice finge che il bambino sia davvero suo figlio, salvo poi raccontare la bugia cui è stato costretto con il suo principale. Avendo però intravisto i due coniugi in atteggiamenti intimi, Vincenzo s'insospettisce e propone a Gaetano di pedinare Felice per vederci chiaro e, in tal modo, lo scoprono insieme a Bettina nella camera dove dorme Peppeniello sentendogli dire "Figlio mio" nei confronti del bambino. I sospetti nei confronti di Felice, dunque, si ingarbugliano sempre più.
Nel frattempo giunge, annunciandosi con lo pseudonimo di "Bebè", il vero marchese Ottavio per prendere il caffè pomeridiano insieme a Gemma. Andato alla porta per riceverlo, Eugenio confessa tutto il suo piano. Le cose si complicano ulteriormente quando arriva anche Luisella nei panni della debole e malaticcia principessa di Casador. Accolta in casa dall'ingenuo Gaetano e ritrovati Felice e gli altri, la donna non perde occasione per rinfacciare al suo ex-compagno i suoi debiti pregressi, ammontanti a 247 lire, e che lei vorrebbe restituiti con gli interessi. La sua pretesa richiama l'attenzione di Bettina, disposta a volersi assumere l'onere di tale somma in cambio di una sparizione immediata di Luisella. Quest'ultima rifiuta: ne origina un litigio che coinvolge tutti, finendo per attirare l'attenzione anche degli altri. A questo punto, Luisella, prima di congedarsi, svela a Gaetano tutto il piano architettato da Eugenio, il quale ne spiega le motivazioni e annuncia anche il consenso del vero padre. Quest'ultimo, infatti, confessa di essersi introdotto in quella casa sotto falso nome e aver finto di corteggiare Gemma solo per capire se fosse degna del figlio. Le varie coppie legittime si ricongiungono, compresi anche i giovani Luigino e Pupella e Felice e Bettina, che possono tornare a vivere insieme a Peppeniello. Solo Luisella rimane estromessa e improvvisamente abbandonata.

## Scena degli spaghetti
La scena del film probabilmente più nota è quella in cui i commensali mangiano spaghetti con le mani; tale modo di mangiare gli spaghetti risultava effettivamente molto diffuso a Napoli nel corso del Settecento e dell'Ottocento (epoca di ambientazione della commedia). In particolare, i viaggiatori (in maggioranza inglesi) dei secoli Settecento e Ottocento scrissero nei loro resoconti che per le strade di Napoli si mangiavano spaghetti con le mani e ne trassero anche alcune raffigurazioni. L'evento era divenuto una vera e propria attrazione turistica, tanto che i turisti davano degli spiccioli ai lazzaroni i quali accorrevano a comprare gli spaghetti per poi mangiarli con le mani.
Tale usanza si è conservata ben oltre i periodi di esistenza del Regno di Napoli e del Regno delle Due Sicilie e risulta attestata anche in alcune famiglie di italoamericani negli Stati Uniti nei primi del Novecento.